# Candidature en 1981 des députés français de la 6e législature

Liste des candidatures en 1981 des députés français de la 6e législature de la Cinquième République et d'une éventuelle candidature à leur réélection lors des élections législatives des 14 et 21 juin 1981. Les députés en fonction sont présentés au moment du scrutin et de la fin de la mandature. L'année indiquée est celle de leur première élection à l'Assemblée nationale, les mandats pouvant cependant ne pas avoir été continus. 

## Liste des députés
| Paul Alduy |  | UDF      | Pyrénées-Orientales (1re)     | 1956 | Pyrénées-Orientales (1re)   | Non |
| Edmond Alphandéry                                                                                             |  | UDF      | Maine-et-Loire (3e)           | 1978 | Maine-et-Loire (3e)         | Oui |
| Maurice Andrieu                                                                                               |  | PS       | Haute-Garonne (3e)            | 1973 | Non                         | -   |
| Maurice Andrieux                                                                                              |  | PCF      | Pas-de-Calais (10e)           | 1967 | Pas-de-Calais (10e)         | Non |
| Gustave Ansart                                                                                                |  | PCF      | Nord (20e)                    | 1956 | Nord (20e)                  | Oui |
| Vincent Ansquer                                                                                               |  | RPR      | Vendée (4e)                   | 1962 | Vendée (4e)                 | Oui |
| Emmanuel Aubert                                                                                               |  | RPR      | Alpes-Maritimes (4e)          | 1968 | Alpes-Maritimes (4e)        | Oui |
| François d'Aubert                                                                                             |  | UDF      | Mayenne (1re)                 | 1978 | Mayenne (1re)               | Oui |
| André Audinot                                                                                                 |  | NI       | Somme (5e)                    | 1973 | Somme (5e)                  | Oui |
| Robert Aumont                                                                                                 |  | PS       | Aisne (1re)                   | 1973 | Aisne (1re)                 | Oui |
| François Autain                                                                                               |  | PS       | Loire-Atlantique (3e)         | 1978 | Loire-Atlantique (3e)       | Oui |
| Edwige Avice                                                                                                  |  | PS       | Paris (16e)                   | 1978 | Paris (16e)                 | Oui |
| Paul Balmigère                                                                                                |  | PCF      | Hérault (4e)                  | 1962 | Hérault (4e)                | Oui |
| Gérard Bapt                                                                                                   |  | PS       | Haute-Garonne (2e)            | 1978 | Haute-Garonne (2e)          | Oui |
| Myriam Barbera                                                                                                |  | PCF      | Hérault (3e)                  | 1978 | Hérault (3e)                | Non |
| Jean Bardol                                                                                                   |  | PCF      | Pas-de-Calais (5e)            | 1973 | Pas-de-Calais (5e)          | Non |
| Didier Bariani                                                                                                |  | UDF      | Paris (30e)                   | 1978 | Paris (30e)                 | Non |
| Michel Barnier                                                                                                |  | RPR      | Savoie (2e)                   | 1978 | Savoie (2e)                 | Oui |
| Jean-Jacques Barthe                                                                                           |  | PCF      | Pas-de-Calais (7e)            | 1973 | Pas-de-Calais (7e)          | Oui |
| Pierre Bas |  | RPR      | Paris (4e)                    | 1962 | Paris (4e)                  | Oui |
| Hubert Bassot                                                                                                 |  | UDF      | Orne (3e)                     | 1978 | Orne (3e)                   | Non |
| Henri Baudouin                                                                                                |  | UDF      | Manche (3e)                   | 1962 | Manche (3e)                 | Oui |
| Jean-Michel Baylet                                                                                            |  | app. PS  | Tarn-et-Garonne (2e)          | 1978 | Tarn-et-Garonne (2e)        | Oui |
| Raoul Bayou                                                                                                   |  | PS       | Hérault (5e)                  | 1958 | Hérault (5e)                | Oui |
| Jean-Pierre Bechter                                                                                           |  | RPR      | Corrèze (1re)                 | 1978 | Corrèze (1re)               | Non |
| Jean Bégault                                                                                                  |  | UDF      | Maine-et-Loire (4e)           | 1973 | Maine-et-Loire (4e)         | Oui |
| Daniel Benoist                                                                                                |  | PS       | Nièvre (1re)                  | 1967 | Nièvre (1re)                | Oui |
| René Benoît                                                                                                   |  | UDF      | Côtes-du-Nord (2e)            | 1978 | Côtes-du-Nord (2e)          | Non |
| Pierre de Bénouville                                                                                          |  | app. RPR | Paris (12e)                   | 1951 | Paris (12e)                 | Oui |
| Eugène Bérest                                                                                                 |  | UDF      | Finistère (2e)                | 1978 | Finistère (2e)              | Non |
| Pierre Bernard                                                                                                |  | PS       | Tarn (1re)                    | 1980 | Tarn (1re)                  | Oui |
| Louis Besson                                                                                                  |  | PS       | Savoie (1re)                  | 1973 | Savoie (1re)                | Oui |
| Marcel Bigeard                                                                                                |  | app. UDF | Meurthe-et-Moselle (5e)       | 1978 | Meurthe-et-Moselle (5e)     | Oui |
| Claude Birraux                                                                                                |  | UDF      | Haute-Savoie (3e)             | 1978 | Haute-Savoie (3e)           | Oui |
| Robert Bisson                                                                                                 |  | RPR      | Calvados (2e)                 | 1958 | Non                         | -   |
| Claude Biwer                                                                                                  |  | UDF      | Meuse (2e)                    | 1978 | Meuse (2e)                  | Non |
| Émile Bizet                                                                                                   |  | app. RPR | Manche (2e)                   | 1962 | Manche (2e)                 | Oui |
| Jacques Blanc                                                                                                 |  | UDF      | Lozère (2e)                   | 1973 | Lozère (2e)                 | Oui |
| Alain Bocquet                                                                                                 |  | PCF      | Nord (19e)                    | 1978 | Nord (19e)                  | Oui |
| Jean Bonhomme                                                                                                 |  | RPR      | Tarn-et-Garonne (1re)         | 1968 | Tarn-et-Garonne (1re)       | Non |
| André Bord |  | RPR      | Bas-Rhin (2e)                 | 1958 | Bas-Rhin (2e)               | Non |
| Gérard Bordu                                                                                                  |  | PCF      | Seine-et-Marne (2e)           | 1973 | Seine-et-Marne (2e)         | Non |
| Daniel Boulay                                                                                                 |  | PCF      | Sarthe (2e)                   | 1978 | Sarthe (2e)                 | Non |
| Irénée Bourgois                                                                                               |  | PCF      | Seine-Maritime (9e)           | 1978 | Seine-Maritime (9e)         | Non |
| Jean-Éric Bousch                                                                                              |  | RPR      | Moselle (6e)                  | 1978 | Moselle (6e)                | Non |
| Loïc Bouvard                                                                                                  |  | UDF      | Morbihan (4e)                 | 1973 | Morbihan (4e)               | Oui |
| Jacques Boyon                                                                                                 |  | RPR      | Ain (1re)                     | 1978 | Ain (1re)                   | Non |
| Jean Bozzi |  | RPR      | Corse-du-Sud (1re)            | 1978 | Corse-du-Sud (1re)          | Non |
| Jean Brocard                                                                                                  |  | UDF      | Haute-Savoie (1re)            | 1968 | Haute-Savoie (1re)          | Oui |
| Maurice Brugnon                                                                                               |  | PS       | Aisne (3e)                    | 1967 | Non                         | -   |
| Georges Bustin                                                                                                |  | PCF      | Nord (18e)                    | 1962 | Nord (18e)                  | Oui |
| Paul Caillaud                                                                                                 |  | UDF      | Vendée (1re)                  | 1967 | Non                         | -   |
| Jean-Marie Caro                                                                                               |  | UDF      | Bas-Rhin (5e)                 | 1973 | Bas-Rhin (5e)               | Oui |
| Jean-Charles Cavaillé                                                                                         |  | RPR      | Morbihan (3e)                 | 1978 | Morbihan (3e)               | Oui |
| André Cellard                                                                                                 |  | PS       | Gers (2e)                     | 1978 | Gers (2e)                   | Oui |
| Gérard César                                                                                                  |  | RPR      | Gironde (9e)                  | 1976 | Gironde (9e)                | Non |
| Jacques Chaban-Delmas                                                                                         |  | RPR      | Gironde (2e)                  | 1946 | Gironde (2e)                | Oui |
| Jacques Chaminade                                                                                             |  | PCF      | Corrèze (2e)                  | 1978 | Corrèze (2e)                | Non |
| Paul Chapel                                                                                                   |  | UDF      | Morbihan (1re)                | 1978 | Non                         | -   |
| Serge Charles                                                                                                 |  | RPR      | Nord (9e)                     | 1978 | Nord (9e)                   | Oui |
| Gérard Chasseguet                                                                                             |  | RPR      | Sarthe (1re)                  | 1973 | Sarthe (1re)                | Oui |
| Angèle Chavatte                                                                                               |  | PCF      | Pas-de-Calais (11e)           | 1978 | Pas-de-Calais (11e)         | Non |
| Alain Chénard                                                                                                 |  | PS       | Loire-Atlantique (2e)         | 1978 | Loire-Atlantique (2e)       | Oui |
| Jean-Pierre Chevènement                                                                                       |  | PS       | Territoire de Belfort (1re)   | 1973 | Territoire de Belfort (1re) | Oui |
| Roger Chinaud                                                                                                 |  | UDF      | Paris (25e)                   | 1973 | Paris (25e)                 | Non |
| Jacques Chirac                                                                                                |  | RPR      | Corrèze (3e)                  | 1967 | Corrèze (3e)                | Oui |
| Michel Cointat                                                                                                |  | RPR      | Ille-et-Vilaine (5e)          | 1967 | Ille-et-Vilaine (5e)        | Oui |
| Henri Colombier                                                                                               |  | UDF      | Seine-Maritime (1re)          | 1978 | Seine-Maritime (1re)        | Non |
| Roger Combrisson                                                                                              |  | PCF      | Essonne (1re)                 | 1967 | Essonne (1re)               | Non |
| Joseph Comiti                                                                                                 |  | RPR      | Bouches-du-Rhône (1re)        | 1968 | Non                         | -   |
| Pierre Cornet                                                                                                 |  | UDF      | Ardèche (1re )                | 1967 | Non                         | -   |
| Maurice Cornette                                                                                              |  | RPR      | Nord (12e)                    | 1967 | Nord (12e)                  | Oui |
| Jean-Pierre Cot                                                                                               |  | PS       | Savoie (3e)                   | 1973 | Savoie (3e)                 | Oui |
| Pierre Couderc                                                                                                |  | UDF      | Lozère (1re)                  | 1962 | Non                         | -   |
| Sébastien Couëpel                                                                                             |  | UDF      | Côtes-du-Nord (1re)           | 1978 | Côtes-du-Nord (1re)         | Non |
| Michel Couillet                                                                                               |  | PCF      | Somme (3e)                    | 1962 | Somme (3e)                  | Oui |
| Claude Coulais                                                                                                |  | UDF      | Meurthe-et-Moselle (2e)       | 1973 | Meurthe-et-Moselle (2e)     | Non |
| Maurice Couve de Murville                                                                                     |  | RPR      | Paris (6e)                    | 1968 | Paris (6e)                  | Oui |
| Jean Crenn |  | RPR      | Finistère (6e)                | 1973 | Finistère (6e)              | Non |
| Jacques Cressard                                                                                              |  | RPR      | Ille-et-Vilaine (1re)         | 1968 | Ille-et-Vilaine (1re)       | Non |
| Jean-Marie Daillet                                                                                            |  | UDF      | Manche (1re)                  | 1973 | Manche (1re)                | Oui |
| Louis Darinot                                                                                                 |  | PS       | Manche (5e)                   | 1973 | Manche (5e)                 | Oui |
| Henri Darras                                                                                                  |  | PS       | Pas-de-Calais (12e)           | 1958 | Pas-de-Calais (12e)         | Oui |
| Gaston Defferre                                                                                               |  | PS       | Bouches-du-Rhône (3e)         | 1945 | Bouches-du-Rhône (3e)       | Oui |
| Jean-Pierre Defontaine                                                                                        |  | app. PS  | Pas-de-Calais (2e)            | 1978 | Pas-de-Calais (2e)          | Oui |
| Georges Delatre                                                                                               |  | RPR      | Seine-Maritime (10e)          | 1962 | Seine-Maritime (10e)        | Oui |
| André Delehedde                                                                                               |  | PS       | Pas-de-Calais (1re)           | 1975 | Pas-de-Calais (1re)         | Oui |
| André Delelis                                                                                                 |  | PS       | Pas-de-Calais (13e)           | 1967 | Pas-de-Calais (13e)         | Oui |
| Georges Delfosse                                                                                              |  | UDF      | Nord (1re)                    | 1978 | Nord (1re)                  | Oui |
| François Delmas                                                                                               |  | UDF      | Hérault (1re)                 | 1978 | Hérault (1re)               | Non |
| Albert Denvers                                                                                                |  | PS       | Nord (11e)                    | 1956 | Nord (11e)                  | Oui |
| César Depietri                                                                                                |  | PCF      | Moselle (3e)                  | 1967 | Moselle (3e)                | Non |
| Bernard Derosier                                                                                              |  | PS       | Nord (4e)                     | 1978 | Nord (4e)                   | Oui |
| Henri Deschamps                                                                                               |  | PS       | Gironde (3e)                  | 1967 | Non                         | -   |
| Alain Devaquet                                                                                                |  | RPR      | Paris (9e)                    | 1978 | Paris (9e)                  | Non |
| Claude Dhinnin                                                                                                |  | RPR      | Nord (3e)                     | 1973 | Nord (3e)                   | Non |
| Marie-Madeleine Dienesch                                                                                      |  | app. RPR | Côtes-du-Nord (3e)            | 1945 | Non                         | -   |
| Jacques Dominati                                                                                              |  | UDF      | Paris (2e)                    | 1967 | Paris (2e)                  | Non |
| Maurice Druon                                                                                                 |  | RPR      | Paris (22e)                   | 1978 | Non                         | -   |
| Dominique Dupilet                                                                                             |  | PS       | Pas-de-Calais (6e)            | 1978 | Pas-de-Calais (6e)          | Oui |
| André Duroméa                                                                                                 |  | PCF      | Seine-Maritime (7e)           | 1967 | Seine-Maritime (7e)         | Oui |
| Roger Duroure                                                                                                 |  | PS       | Landes (1re)                  | 1973 | Landes (1re)                | Oui |
| André Durr |  | RPR      | Bas-Rhin (3e)                 | 1978 | Bas-Rhin (3e)               | Oui |
| Charles Ehrmann                                                                                               |  | app. UDF | Alpes-Maritimes (1re)         | 1978 | Alpes-Maritimes (1re)       | Non |
| Henri Emmanuelli                                                                                              |  | PS       | Landes (3e)                   | 1978 | Landes (3e)                 | Oui |
| Claude Évin                                                                                                   |  | PS       | Loire-Atlantique (6e)         | 1978 | Loire-Atlantique (6e)       | Oui |
| Laurent Fabius                                                                                                |  | PS       | Seine-Maritime (2e)           | 1978 | Seine-Maritime (2e)         | Oui |
| Alain Faugaret                                                                                                |  | PS       | Nord (8e)                     | 1978 | Nord (8e)                   | Oui |
| Maurice Faure                                                                                                 |  | app. PS  | Lot (1re)                     | 1951 | Lot (1re)                   | Oui |
| Jacques Féron                                                                                                 |  | app. RPR | Paris (28e)                   | 1956 | Paris (28e)                 | Non |
| Henri Ferretti                                                                                                |  | UDF      | Moselle (4e)                  | 1976 | Moselle (4e)                | Non |
| André Forens                                                                                                  |  | app. RPR | Vendée (2e)                   | 1973 | Vendée (2e)                 | Non |
| Raymond Forni                                                                                                 |  | PS       | Territoire de Belfort (2e)    | 1973 | Territoire de Belfort (2e)  | Oui |
| Roger Fossé                                                                                                   |  | RPR      | Seine-Maritime (8e)           | 1962 | Seine-Maritime (8e)         | Oui |
| Jean Foyer |  | RPR      | Maine-et-Loire (2e)           | 1962 | Maine-et-Loire (2e)         | Oui |
| Édouard Frédéric-Dupont                                                                                       |  | app. RPR | Paris (5e)                    | 1936 | Paris (5e)                  | Oui |
| Jean-Paul Fuchs                                                                                               |  | UDF      | Haut-Rhin (1re)               | 1978 | Haut-Rhin (1re)             | Oui |
| Gilbert Gantier                                                                                               |  | UDF      | Paris (21e)                   | 1975 | Paris (21e)                 | Oui |
| Edmond Garcin                                                                                                 |  | PCF      | Bouches-du-Rhône (6e)         | 1962 | Bouches-du-Rhône (6e)       | Oui |
| Pierre Garmendia                                                                                              |  | PS       | Gironde (4e)                  | 1980 | Gironde (4e)                | Oui |
| Marcel Garrouste                                                                                              |  | PS       | Lot-et-Garonne (3e)           | 1978 | Lot-et-Garonne (3e)         | Oui |
| Pierre Gascher                                                                                                |  | RPR      | Sarthe (5e)                   | 1978 | Sarthe (5e)                 | Oui |
| Henri de Gastines                                                                                             |  | RPR      | Mayenne (2e)                  | 1968 | Mayenne (2e)                | Oui |
| Jean-Claude Gaudin                                                                                            |  | UDF      | Bouches-du-Rhône (2e)         | 1978 | Bouches-du-Rhône (2e)       | Oui |
| Marceau Gauthier                                                                                              |  | PCF      | Nord (21e)                    | 1978 | Nord (21e)                  | Non |
| Francis Geng                                                                                                  |  | UDF      | Orne (2e)                     | 1978 | Orne (2e)                   | Oui |
| Germain Gengenwin                                                                                             |  | UDF      | Bas-Rhin (4e)                 | 1980 | Bas-Rhin (4e)               | Oui |
| Alain Gérard                                                                                                  |  | RPR      | Finistère (1re)               | 1978 | Finistère (1re)             | Non |
| Pierre Giacomi                                                                                                |  | RPR      | Haute-Corse (1re)             | 1978 | Haute-Corse (1re)           | Non |
| Antoine Gissinger                                                                                             |  | RPR      | Haut-Rhin (5e)                | 1968 | Haut-Rhin (5e)              | Oui |
| Jean-Louis Goasduff                                                                                           |  | RPR      | Finistère (3e)                | 1978 | Finistère (3e)              | Oui |
| Pierre Godefroy                                                                                               |  | app. RPR | Manche (4e)                   | 1958 | Manche (4e)                 | Oui |
| Colette Goeuriot                                                                                              |  | PCF      | Meurthe-et-Moselle (6e)       | 1978 | Meurthe-et-Moselle (6e)     | Oui |
| Daniel Goulet                                                                                                 |  | RPR      | Orne (1re)                    | 1973 | Orne (1re)                  | Oui |
| Maxime Gremetz                                                                                                |  | PCF      | Somme (1re)                   | 1978 | Somme (1re)                 | Non |
| François Grussenmeyer                                                                                         |  | RPR      | Bas-Rhin (7e)                 | 1958 | Bas-Rhin (7e)               | Oui |
| Guy Guermeur                                                                                                  |  | RPR      | Finistère (7e)                | 1973 | Finistère (7e)              | Non |
| Olivier Guichard                                                                                              |  | RPR      | Loire-Atlantique (7e)         | 1967 | Loire-Atlantique (7e)       | Oui |
| Charles Haby                                                                                                  |  | RPR      | Haut-Rhin (2e)                | 1978 | Haut-Rhin (2e)              | Oui |
| René Haby |  | app. UDF | Meurthe-et-Moselle (4e)       | 1978 | Meurthe-et-Moselle (4e)     | Oui |
| Gérard Haesebroeck                                                                                            |  | PS       | Nord (10e)                    | 1973 | Nord (10e)                  | Oui |
| Georges Hage                                                                                                  |  | PCF      | Nord (15e)                    | 1973 | Nord (15e)                  | Oui |
| Jean Hamelin                                                                                                  |  | RPR      | Ille-et-Vilaine (6e)          | 1965 | Ille-et-Vilaine (6e)        | Oui |
| François d'Harcourt                                                                                           |  | UDF      | Calvados (4e)                 | 1973 | Calvados (4e)               | Oui |
| Nicole de Hauteclocque                                                                                        |  | RPR      | Paris (18e)                   | 1962 | Paris (18e)                 | Oui |
| Robert Héraud                                                                                                 |  | UDF      | Seine-et-Marne (3e)           | 1978 | Seine-et-Marne (3e)         | Non |
| Guy Hermier                                                                                                   |  | PCF      | Bouches-du-Rhône (4e)         | 1978 | Bouches-du-Rhône (4e)       | Oui |
| Gérard Houteer                                                                                                |  | PS       | Haute-Garonne (5e)            | 1973 | Haute-Garonne (5e)          | Oui |
| Roland Huguet                                                                                                 |  | PS       | Pas-de-Calais (8e)            | 1973 | Pas-de-Calais (8e)          | Oui |
| Xavier Hunault                                                                                                |  | NI       | Loire-Atlantique (5e)         | 1962 | Loire-Atlantique (5e)       | Oui |
| Jacques Huyghues des Étages                                                                                   |  | PS       | Nièvre (2e)                   | 1973 | Nièvre (2e)                 | Oui |
| Fernand Icart                                                                                                 |  | UDF      | Alpes-Maritimes (3e)          | 1963 | Alpes-Maritimes (3e)        | Non |
| Marie Jacq |  | PS       | Finistère (4e)                | 1978 | Finistère (4e)              | Oui |
| Pierre Jagoret                                                                                                |  | PS       | Côtes-du-Nord (5e)            | 1978 | Côtes-du-Nord (5e)          | Oui |
| Jean Jarosz                                                                                                   |  | PCF      | Nord (23e)                    | 1977 | Nord (23e)                  | Oui |
| Didier Julia                                                                                                  |  | RPR      | Seine-et-Marne (5e)           | 1967 | Seine-et-Marne (5e)         | Oui |
| Raymond Julien                                                                                                |  | app. PS  | Gironde (5e)                  | 1978 | Gironde (5e)                | Oui |
| Pierre Juquin                                                                                                 |  | PCF      | Essonne (3e)                  | 1967 | Essonne (3e)                | Non |
| Gabriel Kaspereit                                                                                             |  | RPR      | Paris (7e)                    | 1961 | Paris (7e)                  | Oui |
| Aimé Kergueris                                                                                                |  | UDF      | Morbihan (2e)                 | 1978 | Morbihan (2e)               | Oui |
| Émile Koehl                                                                                                   |  | UDF      | Bas-Rhin (1re)                | 1978 | Bas-Rhin (1re)              | Oui |
| Pierre-Charles Krieg                                                                                          |  | RPR      | Paris (1re)                   | 1962 | Paris (1re)                 | Oui |
| Jean Laborde                                                                                                  |  | PS       | Gers (1re)                    | 1973 | Gers (1re)                  | Oui |
| René la Combe                                                                                                 |  | RPR      | Maine-et-Loire (6e)           | 1958 | Maine-et-Loire (6e)         | Oui |
| Pierre Lagorce                                                                                                |  | PS       | Gironde (8e)                  | 1967 | Gironde (8e)                | Oui |
| Yves Lancien                                                                                                  |  | RPR      | Paris (15e)                   | 1978 | Paris (15e)                 | Oui |
| Pierre Lataillade                                                                                             |  | RPR      | Gironde (7e)                  | 1978 | Gironde (7e)                | Non |
| Jean Laurain                                                                                                  |  | PS       | Moselle (1re)                 | 1978 | Moselle (1re)               | Oui |
| André Laurent                                                                                                 |  | PS       | Nord (6e)                     | 1973 | Nord (6e)                   | Oui |
| Paul Laurent                                                                                                  |  | PCF      | Paris (29e)                   | 1967 | Paris (29e)                 | Non |
| Christian Laurissergues                                                                                       |  | PS       | Lot-et-Garonne (1re)          | 1973 | Lot-et-Garonne (1re)        | Oui |
| Georges Lazzarino                                                                                             |  | PCF      | Bouches-du-Rhône (5e)         | 1973 | Bouches-du-Rhône (5e)       | Non |
| Chantal Leblanc                                                                                               |  | PCF      | Somme (4e)                    | 1978 | Somme (4e)                  | Non |
| Yves Le Cabellec                                                                                              |  | UDF      | Morbihan (6e)                 | 1974 | Morbihan (6e)               | Non |
| François Le Douarec                                                                                           |  | RPR      | Ille-et-Vilaine (2e)          | 1962 | Non                         | -   |
| Jean-Yves Le Drian                                                                                            |  | PS       | Morbihan (5e)                 | 1978 | Morbihan (5e)               | Oui |
| Daniel Le Meur                                                                                                |  | PCF      | Aisne (2e)                    | 1973 | Aisne (2e)                  | Oui |
| Louis Le Pensec                                                                                               |  | PS       | Finistère (8e)                | 1973 | Finistère (8e)              | Oui |
| Joël Le Tac                                                                                                   |  | RPR      | Paris (26e)                   | 1958 | Paris (26e)                 | Non |
| Jacques Legendre                                                                                              |  | RPR      | Nord (16e)                    | 1973 | Nord (16e)                  | Non |
| Joseph Legrand                                                                                                |  | PCF      | Pas-de-Calais (14e)           | 1973 | Pas-de-Calais (14e)         | Oui |
| François Leizour                                                                                              |  | PCF      | Côtes-du-Nord (4e)            | 1978 | Côtes-du-Nord (4e)          | Non |
| Roland Leroy                                                                                                  |  | PCF      | Seine-Maritime (3e)           | 1956 | Seine-Maritime (3e)         | Non |
| Roger Lestas                                                                                                  |  | UDF      | Mayenne (3e)                  | 1981 | Mayenne (3e)                | Oui |
| Maurice Ligot                                                                                                 |  | app. UDF | Maine-et-Loire (5e)           | 1978 | Maine-et-Loire (5e)         | Oui |
| Jacques Limouzy                                                                                               |  | RPR      | Tarn (2e)                     | 1967 | Tarn (2e)                   | Non |
| Albert Liogier                                                                                                |  | RPR      | Ardèche (3e)                  | 1958 | Ardèche (3e)                | Non |
| Gérard Longuet                                                                                                |  | UDF      | Meuse (1re)                   | 1978 | Meuse (1re)                 | Non |
| Alain Madelin                                                                                                 |  | UDF      | Ille-et-Vilaine (4e)          | 1978 | Ille-et-Vilaine (4e)        | Oui |
| Bernard Madrelle                                                                                              |  | PS       | Gironde (10e)                 | 1978 | Gironde (10e)               | Oui |
| Bertrand de Maigret                                                                                           |  | UDF      | Sarthe (3e)                   | 1978 | Sarthe (3e)                 | Non |
| Martin Malvy                                                                                                  |  | PS       | Lot (2e)                      | 1978 | Lot (2e)                    | Oui |
| Claude-Gérard Marcus                                                                                          |  | RPR      | Paris (8e)                    | 1968 | Paris (8e)                  | Oui |
| Jacques Marette                                                                                               |  | RPR      | Paris (17e)                   | 1967 | Paris (17e)                 | Oui |
| Claude Martin                                                                                                 |  | RPR      | Paris (10e)                   | 1968 | Paris (10e)                 | Non |
| Maurice Masquère                                                                                              |  | PS       | Haute-Garonne (6e)            | 1974 | Non                         | -   |
| Jean-Louis Masson                                                                                             |  | RPR      | Moselle (2e)                  | 1978 | Moselle (2e)                | Oui |
| Jean-Louis Massoubre                                                                                          |  | RPR      | Somme (2e)                    | 1978 | Somme (2e)                  | Non |
| Albert Maton                                                                                                  |  | PCF      | Nord (22e)                    | 1946 | Nord (22e)                  | Non |
| Pierre Mauger                                                                                                 |  | RPR      | Vendée (3e)                   | 1967 | Vendée (3e)                 | Oui |
| Joseph-Henri Maujoüan du Gasset                                                                               |  | UDF      | Loire-Atlantique (4e)         | 1967 | Loire-Atlantique (4e)       | Oui |
| Pierre Mauroy                                                                                                 |  | PS       | Nord (2e)                     | 1973 | Nord (2e)                   | Oui |
| Jacques Médecin                                                                                               |  | UDF      | Alpes-Maritimes (2e)          | 1967 | Alpes-Maritimes (2e)        | Oui |
| Pierre Méhaignerie                                                                                            |  | UDF      | Ille-et-Vilaine (3e)          | 1973 | Ille-et-Vilaine (3e)        | Oui |
| Jacques Mellick                                                                                               |  | PS       | Pas-de-Calais (9e)            | 1978 | Pas-de-Calais (9e)          | Oui |
| Georges Mesmin                                                                                                |  | UDF      | Paris (20e)                   | 1973 | Paris (20e)                 | Oui |
| Pierre Messmer                                                                                                |  | RPR      | Moselle (8e)                  | 1968 | Moselle (8e)                | Oui |
| Louis Mexandeau                                                                                               |  | PS       | Calvados (1re)                | 1973 | Calvados (1re)              | Oui |
| Charles Millon                                                                                                |  | UDF      | Ain (2e)                      | 1978 | Ain (2e)                    | Oui |
| Charles Miossec                                                                                               |  | RPR      | Finistère (5e)                | 1978 | Finistère (5e)              | Oui |
| Hélène Missoffe                                                                                               |  | RPR      | Paris (24e)                   | 1974 | Paris (24e)                 | Oui |
| François Mitterrand                                                                                           |  | PS       | Nièvre (3e)                   | 1946 | Non                         | -   |
| Gisèle Moreau                                                                                                 |  | PCF      | Paris (13e)                   | 1973 | Paris (13e)                 | Non |
| Louise Moreau                                                                                                 |  | UDF      | Alpes-Maritimes (5e)          | 1978 | Alpes-Maritimes (5e)        | Oui |
| Émile Muller                                                                                                  |  | app. UDF | Haut-Rhin (4e)                | 1958 | Haut-Rhin (4e)              | Non |
| Jean Narquin                                                                                                  |  | RPR      | Maine-et-Loire (1re)          | 1968 | Maine-et-Loire (1re)        | Oui |
| Arthur Notebart                                                                                               |  | PS       | Nord (5e)                     | 1962 | Nord (5e)                   | Oui |
| Michel d'Ornano                                                                                               |  | UDF      | Calvados (3e)                 | 1967 | Calvados (3e)               | Oui |
| René Pailler                                                                                                  |  | RPR      | Sarthe (4e)                   | 1968 | Non                         | -   |
| Pierre Pasquini                                                                                               |  | RPR      | Haute-Corse (2e)              | 1978 | Haute-Corse (2e)            | Non |
| Jean-Pierre Pénicaut                                                                                          |  | PS       | Landes (2e)                   | 1980 | Landes (2e)                 | Oui |
| Régis Perbet                                                                                                  |  | RPR      | Ardèche (2e)                  | 1980 | Ardèche (2e)                | Oui |
| Paul Pernin                                                                                                   |  | app. UDF | Paris (11e)                   | 1978 | Paris (11e)                 | Oui |
| Dominique Pervenche                                                                                           |  | RPR      | Loire-Atlantique (1re)        | 1980 | Loire-Atlantique (1re)      | Non |
| Alain Peyrefitte                                                                                              |  | RPR      | Seine-et-Marne (4e)           | 1958 | Seine-et-Marne (4e)         | Non |
| Louis Philibert                                                                                               |  | PS       | Bouches-du-Rhône (9e)         | 1962 | Bouches-du-Rhône (9e)       | Oui |
| Georges Pianta                                                                                                |  | UDF      | Haute-Savoie (2e)             | 1956 | Non                         | -   |
| Jean-Pierre Pierre-Bloch                                                                                      |  | UDF      | Paris (27e)                   | 1978 | Paris (27e)                 | Non |
| Lucien Pignion                                                                                                |  | PS       | Pas-de-Calais (3e)            | 1973 | Pas-de-Calais (3e)          | Oui |
| Charles Pistre                                                                                                |  | PS       | Tarn (3e)                     | 1978 | Tarn (3e)                   | Oui |
| Marc Plantegenest                                                                                             |  | NI       | Saint-Pierre-et-Miquelon (CU) | 1978 | Non                         | -   |
| Bernard Pons                                                                                                  |  | RPR      | Essonne (2e)                  | 1967 | Paris (22e)                 | Oui |
| Antoine Porcu                                                                                                 |  | PCF      | Meurthe-et-Moselle (7e)       | 1978 | Meurthe-et-Moselle (7e)     | Non |
| Vincent Porelli                                                                                               |  | PCF      | Bouches-du-Rhône (11e)        | 1973 | Bouches-du-Rhône (11e)      | Oui |
| Jeanine Porte                                                                                                 |  | PCF      | Bouches-du-Rhône (7e)         | 1978 | Bouches-du-Rhône (7e)       | Non |
| Jean de Préaumont                                                                                             |  | RPR      | Paris (23e)                   | 1961 | Paris (23e)                 | Oui |
| Colette Privat                                                                                                |  | PCF      | Seine-Maritime (4e)           | 1967 | Seine-Maritime (4e)         | Non |
| Pierre Prouvost                                                                                               |  | PS       | Nord (7e)                     | 1978 | Nord (7e)                   | Oui |
| Paul Quilès                                                                                                   |  | PS       | Paris (14e)                   | 1978 | Paris (14e)                 | Oui |
| Noël Ravassard                                                                                                |  | PS       | Ain (3e)                      | 1980 | Ain (3e)                    | Oui |
| Alex Raymond                                                                                                  |  | PS       | Haute-Garonne (4e)            | 1973 | Haute-Garonne (4e)          | Oui |
| Pierre Raynal                                                                                                 |  | RPR      | Cantal (2e)                   | 1969 | Cantal (2e)                 | Oui |
| Roland Renard                                                                                                 |  | PCF      | Aisne (4e)                    | 1973 | Aisne (4e)                  | Oui |
| Charles Revet                                                                                                 |  | UDF      | Seine-Maritime (5e)           | 1978 | Seine-Maritime (5e)         | Non |
| Lucien Richard                                                                                                |  | RPR      | Loire-Atlantique (8e)         | 1962 | Loire-Atlantique (8e)       | Oui |
| René Rieubon                                                                                                  |  | PCF      | Bouches-du-Rhône (10e)        | 1962 | Bouches-du-Rhône (10e)      | Oui |
| Hector Riviérez                                                                                               |  | RPR      | Guyane (CU)                   | 1967 | Guyane (CU)                 | Non |
| Jean-Paul de Rocca Serra                                                                                      |  | RPR      | Corse-du-Sud (2e)             | 1978 | Corse-du-Sud (2e)           | Oui |
| Émile Roger                                                                                                   |  | PCF      | Nord (14e)                    | 1967 | Nord (14e)                  | Oui |
| André Rossi                                                                                                   |  | UDF      | Aisne (5e)                    | 1958 | Aisne (5e)                  | Non |
| André Rossinot                                                                                                |  | UDF      | Meurthe-et-Moselle (3e)       | 1978 | Meurthe-et-Moselle (3e)     | Oui |
| Claude Roux                                                                                                   |  | app. RPR | Paris (19e)                   | 1958 | Paris (19e)                 | Non |
| Antoine Rufenacht                                                                                             |  | RPR      | Seine-Maritime (6e)           | 1975 | Seine-Maritime (6e)         | Non |
| Hubert Ruffe                                                                                                  |  | PCF      | Lot-et-Garonne (2e)           | 1945 | Lot-et-Garonne (2e)         | Non |
| Michel Sainte-Marie                                                                                           |  | PS       | Gironde (6e)                  | 1973 | Gironde (6e)                | Oui |
| Pierre Sauvaigo                                                                                               |  | app. RPR | Alpes-Maritimes (6e)          | 1973 | Alpes-Maritimes (6e)        | Oui |
| Alain Savary                                                                                                  |  | PS       | Haute-Garonne (1re)           | 1973 | Haute-Garonne (1re)         | Oui |
| Julien Schvartz                                                                                               |  | RPR      | Moselle (5e)                  | 1962 | Moselle (5e)                | Non |
| Jean Seitlinger                                                                                               |  | UDF      | Moselle (7e)                  | 1956 | Moselle (7e)                | Oui |
| Gilbert Sénès                                                                                                 |  | PS       | Hérault (2e)                  | 1967 | Hérault (2e)                | Oui |
| Maurice Sergheraert                                                                                           |  | NI       | Nord (13e)                    | 1978 | Nord (13e)                  | Oui |
| René Souchon                                                                                                  |  | PS       | Cantal (1re)                  | 1980 | Cantal (1re)                | Oui |
| Germain Sprauer                                                                                               |  | RPR      | Bas-Rhin (8e)                 | 1967 | Bas-Rhin (8e)               | Oui |
| Olivier Stirn                                                                                                 |  | UDF      | Calvados (5e)                 | 1968 | Calvados (5e)               | Oui |
| Marcel Tassy                                                                                                  |  | PCF      | Bouches-du-Rhône (8e)         | 1978 | Bouches-du-Rhône (8e)       | Non |
| Jean Tiberi                                                                                                   |  | RPR      | Paris (3e)                    | 1968 | Paris (3e)                  | Oui |
| Yvon Tondon                                                                                                   |  | PS       | Meurthe-et-Moselle (1re)      | 1978 | Meurthe-et-Moselle (1re)    | Oui |
| André Tourné                                                                                                  |  | PCF      | Pyrénées-Orientales (2e)      | 1946 | Pyrénées-Orientales (2e)    | Oui |
| Jean Valleix                                                                                                  |  | RPR      | Gironde (1re)                 | 1967 | Gironde (1re)               | Oui |
| Lucien Villa                                                                                                  |  | PCF      | Paris (31e)                   | 1967 | Paris (31e)                 | Non |
| Alain Vivien                                                                                                  |  | PS       | Seine-et-Marne (1re)          | 1973 | Seine-et-Marne (1re)        | Oui |
| Robert Vizet                                                                                                  |  | PCF      | Essonne (4e)                  | 1967 | Essonne (4e)                | Non |
| Claude Wargnies                                                                                               |  | PCF      | Nord (17e)                    | 1978 | Nord (17e)                  | Non |
| Pierre Weisenhorn                                                                                             |  | RPR      | Haut-Rhin (3e)                | 1973 | Haut-Rhin (3e)              | Oui |
| Claude Wilquin                                                                                                |  | PS       | Pas-de-Calais (4e)            | 1978 | Pas-de-Calais (4e)          | Oui |
| Adrien Zeller                                                                                                 |  | NI       | Bas-Rhin (6e)                 | 1973 | Bas-Rhin (6e)               | Oui |
| Source : « Liste des députés de la VIIe législature », sur assemblee-nationale.fr (consulté le 22 août 2021). |  |          |                               |      |                             |     |